# Paco Amoroso
Ulises Guerriero (Buenos Aires, 17 de agosto de 1993), conocido artísticamente como Paco Amoroso, es un cantante, baterista, productor y compositor argentino.

## Carrera musical
Comenzó su carrera musical junto a Ca7riel con la banda Astor, centrada en un rock progresivo, funk y reggae. En 2018, comenzó el dúo Ca7riel y Paco Amoroso, con un estilo de trap latino experimental, llegando a conseguir relevancia nacional tras los lanzamientos de los títulos «A mí no», «Piola», «Jala Jala» y «Ouke». Sin embargo, en 2019, virarían de género para construir un estilo propio visto en sus próximos sencillos «Ola mina XD», «Mi sombra» y «Cono Hielo», a finales de ese mismo año Guerriero junto a Ca7riel hicieron su primer show en el Estadio Obras Sanitarias. A finales de ese mismo año lanzó su primer canción en solitario «Todo el día», en colaboración con el productor Axel Fiks.
En 2020, Paco Amoroso estrenó sus primeras dos canciones en conjunto tituladas «Las Vegas Strip» y «Mi deseo», que superaron el millón de reproducciones. Tras esto, comenzó a producir su primer álbum de estudio: Saeta, que finalmente fue lanzado el 25 de noviembre de 2021, conteniendo diez sencillos y las colaboraciones de Adrián Dárgelos, Tío La Bomba, El Doctor y Lara91k. El proyecto se centró en los géneros house, funky experimental y trap.
En 2022, lanzó en solitario el sencillo «Laion Shuffle» y tres canciones más junto a Ca7riel en dúo para publicitar su gira Paga Dios World Tour. En 2024, retomó el dúo para publicitar su primer álbum de estudio en conjunto: Baño María, que fue publicado el 18 de abril de ese mismo año, promocionado en el Lollapalooza Argentina antes de su lanzamiento y presentado en el Movistar Arena en agosto.

## Discografía

#### Álbumes de estudio
- 2021 — Saeta
- 2024 — Baño María (con Ca7riel y Paco Amoroso)

#### Extended plays
- 2017 — Vacaciones todo el año (con Astor)
- 2025 — Papota (con Ca7riel y Paco Amoroso)

#### Álbumes en vivo
- 2024 — Baño María (en Vivo - Buenos Aires) (con Ca7riel y Paco Amoroso)